# Osteomielite
Osteomielite é uma infeção do osso. Os sintomas mais comuns são dor num osso específico, vermelhidão na área sobre o osso, febre e fraqueza. Em crianças, os ossos mais afetados são os ossos longos dos braços e das pernas, enquanto em adultos os ossos mais afetados são os ossos dos pés, coluna vertebral e ancas. A doença pode ser de início súbito ou gradual.
A doença é geralmente causada por uma infecção bacteriana, embora em casos raros possa também ser causada por uma infeção fúngica. A infeção pode ter origem nos tecidos envolventes ou ter sido espalhada pela corrente sanguínea. Entre os fatores de risco para o desenvolvimento de osteomielite estão a diabetes, consumo de drogas injetáveis, antecedentes de remoção do baço e trauma na região afetada. Geralmente suspeita-se do diagnóstico com base nos sintomas, podendo ser confirmado por análises ao sangue, exames imagiológicos ou biópsia ao osso.
O tratamento geralmente consiste na administração de antimicrobianos e cirurgia. Em pessoas com insuficiente irrigação sanguínea pode ser necessária amputação. Com tratamento, o prognóstico é geralmente favorável nos casos em que a doença esteve presente durante um curto período de tempo. A doença afeta cerca de 2,4 em cada 100 000 pessoas por ano. A osteomielite é mais comum na infância e em idosos. A doença afeta mais homens do que mulheres. A primeira descrição conhecida da doença remonta ao século IV por Hipócrates. Antes do aparecimento de antibióticos, o risco de morte era significativo.

## Sinais e sintomas
Nas crianças, as infecções ósseas contraídas através da circulação sanguínea causam febre e, em certas ocasiões, dor no osso infectado alguns dias depois. A área que está por cima do osso pode inflamar-se e inchar e o movimento pode ser doloroso. As infecções das vértebras desenvolvem-se de forma gradual, causando dores de costas persistentes e sensibilidade ao tato. A dor piora com o movimento e não se alivia com o repouso nem com a aplicação de calor ou a ingestão de analgésicos. A febre, um sinal frequente de infecção, está ausente. As infecções ósseas provocadas por infecções nos tecidos moles adjacentes ou por invasão direta causam dor e inchaço na zona localizada por cima do osso; podem formar-se abcessos nos tecidos circundantes. Estas infecções podem não provocar febre. Os resultados das análises de sangue podem ser normais. É habitual que o doente que apresenta uma infecção numa articulação ou num membro artificial sofra uma dor persistente nessa zona. Se uma infecção óssea não for tratada de maneira eficaz, pode produzir-se uma osteomielite crônica. Por vezes, este tipo de infecção passa despercebida durante muito tempo, já que pode não produzir sintomas durante meses ou anos. É frequente que a osteomielite crônica cause dor no osso, produzindo infecções nos tecidos moles que estão sobre o mesmo e uma supuração constante ou intermitente através da pele. A drenagem tem lugar quando o pus do osso infectado abre caminho até à pele e forma uma fístula (trajeto fistuloso) desde o osso até à pele.

## Causas
Os ossos, que normalmente estão bem protegidos da infecção, podem infectar-se por três vias: a circulação sanguínea, a invasão direta e as infecções dos tecidos moles adjacentes.
A circulação sanguínea pode transmitir uma infecção aos ossos a partir de outra área do corpo. A infecção costuma manifestar-se nas extremidades dos ossos do braço e da perna no caso das crianças e na coluna vertebral. Em adultos é mais comum a infecção das vértebras ou pélvis por bactérias da flora normal das mucosas. As bactérias responsáveis mais comuns são:
- Staphylococcus aureus (maioria dos casos),
- Streptococcus sp.
- Haemophilus influenzae
- Enterobacter sp.
- Escherichia coli sp.
- Salmonella . em pacientes com anemia falciforme

Uma tuberculose pulmonar pode infectar as vértebras por contiguidade causando Doença de Pott(ou espondilite tuberculosa). Infecções fúngicas sistêmicas também podem causar osteomielite, especialmente por Blastomyces dermatitidis ou por Coccidioides immitis.
Fatores de risco
- Diabetes mellitus
- Uso de drogas intravenosas
- Trauma aberto
- Asplenia
- Sepse

## Classificação
Pode ser classificada em:
- Osteomielite supurativa (purulenta)
- Esclerosante difusa (aumenta a densidade de todo o osso)
- Esclerose focal (condensação de parte do osso)
- Periostite proliferativa ou periostite ossificante, osteomielite esclerosante de Garré
- Osteonecrose (apodrecendo o osso)

Também pode ser classificada em primária (sem outro foco de infecção) ou secundária (complicação de outra infecção) e em aguda (menos de 7 dias) ou crônica (mais de 7 dias)

## Diagnóstico
Os resultados do exame físico e os sintomas podem sugerir osteomielite. A leucocitose sugere infecção. A zona infectada aparece quase sempre anormal numa cintilografia óssea (com isótopos radioativos como o tecnécio), exceto nas crianças; em contrapartida, pode não se manifestar numa radiografia até 3 semanas depois do aparecimento dos primeiros sintomas. A tomografia axial computadorizada (TAC) e a ressonância magnética (RM) também identificam a zona infectada. Contudo, nem sempre distinguem as infecções de outras perturbações do osso. Para diagnosticar uma infecção óssea e identificar a bactéria que a causa, devem colher-se amostras de sangue, de pus, de líquido articular ou do próprio osso. Em geral, numa infecção das vértebras analisam-se amostras do tecido ósseo que são extraídas com uma agulha ou durante uma intervenção cirúrgica.

## Tratamento
Nas crianças ou adultos com infecções ósseas recentes a partir da circulação sanguínea, os antibióticos são o tratamento mais eficaz. Se não se pode identificar a bactéria que provoca a infecção, administram-se antibióticos eficazes contra o Staphylococcus aureus (a bactéria causadora mais frequente) e, em alguns casos, contra outras bactérias. No princípio os antibióticos podem ser administrados por via endovenosa e mais tarde por via oral, durante um período de 4 a 6 semanas, dependendo da gravidade da infecção. Algumas pessoas necessitam de meses de tratamento. Em geral não está indicada a cirurgia se a infecção for detectada na sua fase inicial, embora, por vezes, os abcessos sejam drenados cirurgicamente.
Para os adultos que sofrem de infecções nas vértebras, o tratamento habitual consiste na administração de antibióticos adequados durante 6 a 8 semanas, por vezes em repouso absoluto. A cirurgia pode ser necessária para drenar o abcesso ou estabilizar as vértebras afetadas.
O tratamento é mais complexo quando a infecção óssea é consequência de uma infecção dos tecidos moles adjacentes. Habitualmente, tecido e osso morto são extraídos cirurgicamente e o espaço vazio resultante enche-se com osso, músculo ou pele sãos, e depois se trata a infecção com antibióticos.
Em geral, uma articulação artificial infectada deve ser extraída e substituída por outra. Os antibióticos podem ser administrados várias semanas antes da intervenção cirúrgica, de modo a poder extrair-se a articulação artificial infectada e implantar simultaneamente a nova. O tratamento só é eficaz em alguns casos e pode ser necessário recorrer-se a uma nova intervenção cirúrgica, quer para fundir os ossos da articulação, quer para amputar o membro.
As infecções que se propagam ao osso a partir das úlceras do pé, causadas por má circulação ou diabetes, implicam muitas vezes várias bactérias e simultaneamente são difíceis de curar apenas com antibióticos. A cura pode exigir a extirpação do osso infectado.
também podem ter como sintomas dores fortes no local.